# ビーティ数列
数学におけるビーティ列（ビーティれつ、英: Beatty sequence, homogeneous Beatty sequence）とは、1 より大きい無理数の整数倍の床関数をとることによって得られる整数列である。ビーティ列の名称は、1926年にそれらについて著したサミュエル・ビーティに因む。
レイリー卿に名を因むレイリーの定理は、ビーティ列の補集合（ただし全体集合は正整数からなる集合）がそれ自身別の無理数で生成されるビーティ列となることを述べる。
ビーティ列はスツルム語の生成にも用いられる。

## 定義
正の無理数 r はビーティ列 ℬr ≔ ⌊r⌋, ⌊2r⌋, ⌊3r⌋, … を生成する。
r > 1 ならば s ≔ r/r − 1 もまた 1 より大きい無理数で、これら2つは等式 1/r + 1/s = 1 を満たす。これらが生成する2つのビーティ列 ℬr, ℬs はビーティ列の相補対を成す。ここに「補」("complementary") は任意の正整数がこれら2つの列のうちどちらかちょうど1つに属することを意味している。

## 例
（例1）
r ≔ φ を黄金比とすれば、s = φ + 1 (= φ2) である。これに対するビーティ数列の内、(⌊nr⌋) は下ワイソフ列
1, 3, 4, 6, 8, 9, 11, 12, 14, 16, 17, 19, 21, 22, 24, 25, 27, 29, …（オンライン整数列大辞典の数列 A000201）
であり、補列 (⌊ns⌋) は上ワイソフ列
- 2, 5, 7, 10, 13, 15, 18, 20, 23, 26, 28, 31, 34, 36, 39, 41, 44, 47, …（A001950）

である。これらの列はワイソフのゲームの必勝形を与え、ワイソフ配列の定義に用いられる。
（例2）
r ≔ √2 とすると、s = 2 + √2 となる。これに対するビーティ数列は 
- 1, 2, 4, 5, 7, 8, 9, 11, 12, 14, 15, 16, 18, 19, 21, 22, 24, …（A001951）;
- 3, 6, 10, 13, 17, 20, 23, 27, 30, 34, 37, 40, 44, 47, 51, 54, 58, …（A001952）.

（例3）
r ≔ π とすると、s = π/π − 1 となる。これに対するビーティ数列は
- 3, 6, 9, 12, 15, 18, 21, 25, 28, 31, 34, 37, 40, 43, 47, 50, 53, …（A022844）;
- 1, 2, 4, 5, 7, 8, 10, 11, 13, 14, 16, 17, 19, 20, 22, 23, 24, 26, …（A054386）.

## 歴史
ビーティ列がその名で呼ばれるようになるのは、1926年に雑誌 American Mathematical Monthlyにおいてサミュエル・ビーティ が提起した問題に由来する。この問題はおそらく、その雑誌に提案された中でも最も引用される問題の一つである。しかし、それよりもずっと以前の1894年に、同じ数列がレイリーの著書 The Theory of Soundの第二版で簡単に言及されている。

## レイリーの定理
レイリーの定理（またはビーティの定理）とは、与えられた任意の無理数 r > 1 に対し、無理数 s > 1 が存在して、2つのビーティ列 ℬr, ℬs は正整数全体の成す集合を分割し、各正整数はこの2つの整数列のうちちょうど一方に属する:123という定理である。

## 性質
命題m ∈ ℬr となるための必要十分条件は
{\displaystyle 1-{\frac {1}{r}}<\left[{\frac {m}{r}}\right]_{1}}
なることである。ここに、[x]1 は c の小数部分 [x]1 ≔ x − ⌊x⌋ である。
証明：
{\displaystyle {\begin{aligned}m\in {\mathcal {B}}_{r}&\iff \exists n,m=\lfloor nr\rfloor \iff m<nr<m+1\\&\iff {\frac {m}{r}}<n<{\frac {m}{r}}+{\frac {1}{r}}\iff n-{\frac {1}{r}}<{\frac {m}{r}}<n\iff 1-{\frac {1}{r}}<\left[{\frac {m}{r}}\right]_{1}.\end{aligned}}}
さらに言えば、{\displaystyle m=\left\lfloor \left(\left\lfloor {\frac {m}{r}}\right\rfloor +1\right)r\right\rfloor } なる条件とも同値である。
証明：
{\displaystyle {\begin{aligned}m=\left\lfloor \left(\left\lfloor {\frac {m}{r}}\right\rfloor +1\right)r\right\rfloor &\iff m<\left(\left\lfloor {\frac {m}{r}}\right\rfloor +1\right)r<m+1\\&\iff {\frac {m}{r}}<\left\lfloor {\frac {m}{r}}\right\rfloor +1<{\frac {m+1}{r}}\iff \left\lfloor {\frac {m}{r}}\right\rfloor +1-{\frac {1}{r}}<{\frac {m}{r}}<\left\lfloor {\frac {m}{r}}\right\rfloor +1\\&\iff 1-{\frac {1}{r}}<{\frac {m}{r}}-\left\lfloor {\frac {m}{r}}\right\rfloor =\left[{\frac {m}{r}}\right]_{1}.\end{aligned}}}

### スツルム文字列との関係
無理数 r に付随するビーティ列 ℬr の第一階差 ⌊(n + 1)r⌋ − ⌊nr⌋ は、字母集合 {⌊r⌋, ⌊r⌋ + 1} 上の特性スツルム語である。

## 一般化
ランベック–モーザーの定理はレイリーの定理を一般化するもので、整数函数およびその逆函数から定義されるより一般の列の対が、同じ整数全体の集合の分割性質を持つことを示す。
ウスペンスキーの定理は、正の実数 α1, …, αn に対し (⌊kαi⌋)k,i≥1 が全ての整数をちょうど一つずつ含むならば n ≤ 2 であることを述べる。つまり、3つ以上のビーティ列の組に関するレイリーの定理と同等の定理は存在しない。

## 関連文献
- Holshouser, Arthur; Reiter, Harold (2001). “A generalization of Beatty's Theorem”. Southwest Journal of Pure and Applied Mathematics 2:  24–29.  オリジナルの2014-04-19時点におけるアーカイブ。.
- Stolarsky, Kenneth (1976). “Beatty sequences, continued fractions, and certain shift operators”. Canadian Mathematical Bulletin 19 (4):  473-482. doi:10.4153/CMB-1976-071-6. MR0444558. Includes many references.